# Ірма Гогенлое-Лангенбурзька
Ірма Гелена Гогенлое-Лангенбурзька (нім. Irma Helene zu Hohenlohe-Langenburg), ( 4 липня 1902 —  8 березня 1986) — принцеса Гогенлое-Лангенбурзька з роду Гогенлое, донька князя Гогенлое-Лангенбургу Ернста II та британської принцеси Александри Саксен-Кобург-Готської. Членкиня НСДАП від 1937 року.

## Біографія
Народилася 4 липня 1902 року у замку Лангенбург четвертою дитиною та третьою донькою принца Гогенлое-Лангенбурзького Ернста та його дружини Александри Саксен-Кобург-Готської. Мала старшого брата Готтфріда та сестер Марію Меліту та Александру. Батько в цей час виконував функції регента Саксен-Кобург-Готи. Головою родини був дід Герман, генерал-губернатор Ельзас-Лотарингії.

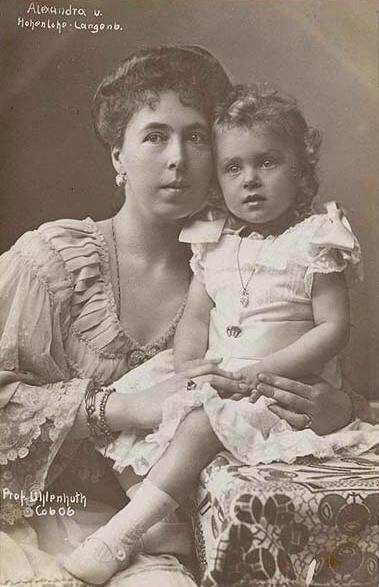
Ірма із матір'ю, 1906

У 1905 сімейство повернулося з Готи до замку Лангенбург остаточно. Проте батько у справах періодично жив у Берліні, а родина проводила час на фермі Марії Саксен-Кобург-Готської та маєтку на півдні Франції. Часто навідували сестер Александри в Румунії, Іспанії та Росії. У 1913 батько успадкував титул князя Гогенлое-Лангенбурзького.
Виховання дітей було покладене на наставників та гувернанток, які переважно були британцями. В родині Ірму кликали «Бебі».
У 1916 році Марія Меліта взяла шлюб із принцом Шлезвіг-Гольштейнським. Ірма та Александра залишилися неодруженими і стали компаньонками батьків. Разом із ними вони продовжили мешкати у замку Лангенбург. Зрідка проводили літні місяці у палаці Васкерхайм.
Ірма разом із матір'ю вступила до лав НСДАП у 1937 році.
Наприкінці 1930-х матір часто хворіла і померла навесні 1942 року, батька не стало у грудні 1950 року. Замок надалі став резиденцією брата Ґотфріда, який мав власну родину, і принцеси проводили там все менше часу. Александра більшість часу проводила у Санлукар-де-Баррамеда разом з тіткою Беатрісою. Ірма, хоча і навідувала там родичів, віддавала перевагу німецькому містечку Гайльбронн.
Принцеса проявляла великий інтерес до аспектів здоров'я та харчування, що дозволило їй у середині 1950-х років заснувати реформаторський Інститут дихання та релаксації, який вона і очолила.
Померла 8 березня 1986 року у Гайльбронні, переживши всіх братів та сестер. Похована на родинному цвинтарі Лангенбургу поруч із батьком.

## Титул
4 липня 1902—8 березня 1981 — Її Світлість Принцеса Ірма Гогенлое-Лангенбурзька.